# Puente de los Gallegos
El puente de los Gallegos es un puente de hierro sobre el río Nalón en la villa de Sotrondio, concejo de San Martín del Rey Aurelio, en Asturias (España).

## Historia
El puente data de principios del siglo XX. Fue construido en la Fábrica de Mieres e inició su servicio en 1921. El origen de su nombre proviene de que los canteros empleados para el levantamiento de los pilares eran de origen gallego.
Se integraba en el ramal de Santa Bárbara de la Compañía del Ferrocarril de Langreo, que buscaba unir la ruta del trazado ferroviario Sama-Laviana con la margen izquierda del Nalón, dando así salida a los carbones extraídos en dicha margen. Esto se hizo a través de las instalaciones de cargado situadas en el Pontón (Sotrondio), propiedad de la Sociedad Metalúrgica Duro Felguera.
En 1992 queda fuera de servicio y se eliminan los taludes del mismo. El puente cae en el abandono y comienza un largo deterioro. Posteriormente en el año 2003, el puente es restaurado y adecuado para el paso de peatones.

## Características técnicas
El diseño del puente es obra del ingeniero Fernández de la Somera. La estructura se compone de un solo tramo de hierro laminado de 64 metros de luz, y diez secciones formadas por vigas dispuestas según el patrón de celosía Pratt, reforzadas en los nódulos centrales.
Los apoyos están sobre pilares de piedras situados en orillas, siendo uno fijo y el otro deslizante (estructura isostática en la sustentación).